# Amblyaspis brunnea
Amblyaspis brunnea är en stekelart som beskrevs av William Harris Ashmead 1895. Amblyaspis brunnea ingår i släktet Amblyaspis och familjen gallmyggesteklar. Inga underarter finns listade i Catalogue of Life.